# ESV-Stadion
Das ESV-Stadion in der Bezirkssportanlage Südost (von 2008 bis 2010 Tuja-Stadion) ist ein Fußballstadion mit 11.418 Plätzen in Ingolstadt. Es liegt im Stadtteil Ringsee östlich des Hauptbahnhofs.

## Geschichte
Das Stadion in der Bezirkssportanlage Südost wurde 1932 erbaut.
Während der Olympischen Spiele 1972 in München fanden vier Spiele des Fußballturniers im Stadion statt.
- 28. August 1972:  Polen –  Kolumbien 5:1 (3:0)
- 29. August 1972:  Malaysia –  USA 3:0 (1:0)
- 31. August 1972:  Marokko –  Malaysia 6:0 (4:0)
- 5. September 1972:  DDR –  Mexiko 7:0 (2:0)

Der ESV Ingolstadt-Ringsee trug hier seine Heimspiele aus, bis der Verein zusammen mit dem MTV Ingolstadt 2004 zum FC Ingolstadt 04 fusionierte. Wegen des Aufstiegs des FC Ingolstadt in die 2. Bundesliga wurde das Stadion im Sommer 2008 umgebaut und nach dem Sponsor, der Tuja Zeitarbeit, benannt. Am 29. Juli 2008 fand das erste Spiel nach dem Umbau statt. Der FC Ingolstadt besiegte den VfL Wolfsburg mit 3:2.
Durch die Auflagen des DFB war diese Lösung aber nur als Übergang für maximal zwei Jahre möglich. Seit der Saison 2010/11 trägt der FC Ingolstadt 04 seine Zweitliga-Heimspiele im neuerbauten Audi-Sportpark aus. Nach dem Umzug des FC Ingolstadt in den Audi-Sportpark erhielt das Stadion wieder den alten Namen ESV-Stadion.
Seit der Saison 2012 trägt das American-Football-Team der Ingolstadt Dukes hier seine Abendheimspiele unter Flutlicht aus.
Heute dient das Stadion zudem als Spielstätte für die U21, U19 und U17 des FC Ingolstadt 04.